# ماغي شابمان
ماغي شابمان (بالإنجليزية: Maggie Chapman)‏ هي كاتبة غنائية أمريكية، ولدت في 23 أبريل 1997 في كليرواتر في الولايات المتحدة.

## وصلات خارجية
- الموقع الرسمي